# Esra Tromp
Pour les articles homonymes, voir Tromp.
Esra Tromp, née le 15 octobre 1990 à Coevorden, est une coureuse cycliste et dirigeante d'équipe cycliste néerlandaise.  

## Biographie

### Carrière de coureuse
Coureuse durant les années 2000 et 2010, elle doit arrêter sa carrière en 2017 car elle souffre du syndrome de Pfeiffer. 

### Encadrement d'équipe
Elle devient en 2018 manager de l'équipe Parkhotel Valkenburg,,,. 
Elle participe à la création de l'équipe Jumbo-Visma à l'automne 2020, dont elle est responsable jusqu'au mois de mai 2023. Elle participe alors à la création de la nouvelle équipe EF-Oatly-Cannondale (à ne pas confondre avec l'ancienne équipe EF-Tibco] qui cesse ses activités fin 2023). 
Pour la saison 2025, l'UCI créé une nouvelle catégorie d'équipes de 2e division internationale, entre les équipes World Team et les équipes continentales. L'équipe EF fait partie des 7 premières équipes de cette nouvelle catégorie UCI Women's ProTeam.

## Palmarès sur route

### Par années
- 2013
  - 7e du championnat du monde du contre-la-montre

### Grands tours

#### Tour d'Italie
- 2011 : 106e